# Parafia Niepokalanego Poczęcia Najświętszej Maryi Panny w Policach
Parafia pw. Niepokalanego Poczęcia Najświętszej Maryi Panny w Policach – parafia należąca do  dekanatu Police, archidiecezji szczecińsko-kamieńskiej, metropolii szczecińsko-kamieńskiej Kościoła rzymskokatolickiego. Parafia obejmuje część miasta Police - dzielnicę Stare Miasto. Mieści się przy ulicy Mazurskiej.